# 1701
1701 (MDCCI) var ett normalår som började en lördag i den gregorianska kalendern och ett normalår som började en onsdag i den julianska kalendern samt ett normalår som började en tisdag i den svenska kalendern.

## Händelser

### Januari
- 12 januari (NS) – Gregorianska kalendern införs i Friesland och Groningen samt de protestantiska kantonerna i Schweiz.[1]
- 18 januari – Kurfurstendömet Brandenburg-Preussen bildar Kungariket Preussen då kurfursten Fredrik III utropas till kung med namnet Fredrik I. Preussen övertar Brandenburgs plats i det tysk-romerska riket och består nu av Markgrevskapet Brandenburg, Pommern och Ostpreussen med Berlin som huvudstad.

### Mars
- 8 mars – Furstendömet Mecklenburg-Strelitz skapas.

### Maj
- 12 maj (NS) – Gregorianska kalendern införs i Drenthe.[1]

### Juni
- 12 juni – Act of Settlement, England och sedermera även Storbritanniens tronföljdsordning, stadfästs.
- Juni – En svensk flottexpedition avseglar mot Archangelsk för att blockera den ryska handeln över Norra ishavet.

### Juli
- 9 juli – Svenskarna besegrar sachsarna och går över floden Düna.
- 24 juli – Franska marknadsplatsen Fort Ponchartrain grundas och utgör grunden till den nuvarande amerikanska staden Detroit.

### September
- 5 september (SS) – Svenskarna besegrar ryssarna i slaget vid Rauge.

### Oktober
- 9 oktober – Collegiate School of Connecticut öppnas i Old Saybrook i nordamerikanska Connecticut och blir grunden till vad som sedermera blir Yale-universitetet.

### December
- 11 december – Svenskarna erövrar fästningen Dünamünde utanför Riga.
- 30 december – Svenskarna besegras av ryssarna i slaget vid Errastfer.

### Okänt datum
- För att finansiera kriget vidtar svenska kronan den kortsiktiga åtgärden att låta kronobönderna köpa upp sina egna hemman och därmed bli självägande bönder, de så kallade skatteköpen.
- Ett franskt teatersällskap, La troupe du Roi de Suede under ledning av Claude Guilmois de Rosidor, uppför det första svenska teaterstycket, Anders von Düben d.y:s Ballet meslé de chants héroïques. På svenska heter verket Balett bemängd med hjältesång och tillkommer för att fira segern vid Narva året innan.
- Sätra brunn startar sin verksamhet och professor Urban Hjärne lovprisar vattnets hälsobringande effekter.

## Födda
- 5 januari – Carl Gustaf Löwenhielm, svensk greve och justitiekansler samt kanslipresident 1765–1768.
- 18 mars – Nicolaus Sahlgren, kommendör av Vasaorden.
- 19 juni – François Rebel, fransk kompositör.
- 22 september – Anna Magdalena Bach, tysk sångerska.
- 27 november – Anders Celsius, svensk astronom, berömd för Celsius temperaturskala [2].

## Avlidna
- 8 januari – Per Stålhammar, svensk överste.
- 23 maj – Kapten Kidd, brittisk skeppsredare, kapare och pirat (avrättad).
- 2 juni – Madeleine de Scudéry, fransk romanförfattare.
- 16 september – Jakob II, kung av England, Skottland och Irland 1685–1688.
- Alexandre Bontemps, betjänt hos kung Ludvig XIV av Frankrike.

### Fotnoter
1. 1 2  Adoption of the Gregorian calendar
2. ↑  Det hände i dag